# 팟 까프라오

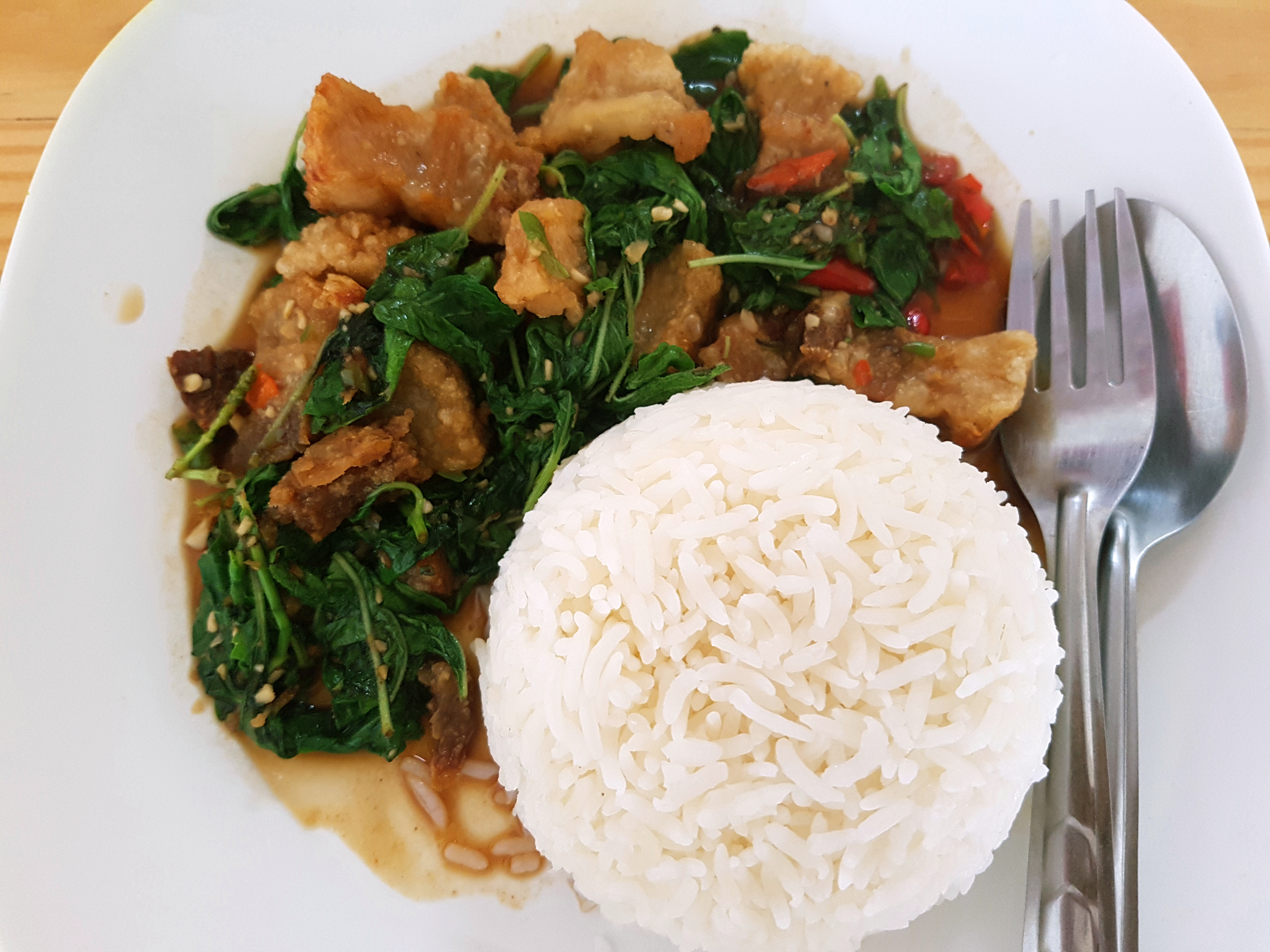
팟 까프라오

팟 까프라오(태국어: ผัดกะเพรา)는 태국 요리로 쌀밥에 홀리바질과 고기 혹은 해산물을 얹은 것이다. 마늘, 태국식 어장, 새눈고추, 설탕을 넣기도 한다.